# Быки (Удомельский район)
Быки — деревня в Удомельском городском округе Тверской области.

## География
Деревня находится в северной части Тверской области на расстоянии приблизительно 21 км на север-северо-восток по прямой от железнодорожного вокзала города Удомля на северном берегу озера Белое.

## История
Деревня известна с 1545 года. В 1859 году принадлежала помещику Н. Д. Шульгину. Здесь было учтено дворов (хозяйств) 10 (1859 год), 18 (1886), 23 (1911), 38 (1958), 28 (1986), 19 (2000). В советский период истории здесь действовали колхозы «Быки», им. Калинина, «Мир» и совхоз «Куровский». До 2015 года входила в состав Куровского сельского поселения до упразднения последнего. С 2015 года в составе Удомельского городского округа.

## Население
Численность населения: 84 человека (1859 год), 120 (1886), 178 (1911), 112(1958), 55 (1986), 37 (русские 100 %) в 2002 году, 22 в 2010.